# ترای-سیتیز، انتاریو
ترای-سیتیز، انتاریو (به انگلیسی: Tri-Cities, Ontario) یک منطقهٔ مسکونی در کانادا است که در انتاریو واقع شده‌است. ترای-سیتیز ۸۲۷٫۴۳ کیلومتر مربع مساحت دارد.